# José Ramón Sandoval
José Ramón Sandoval Huertas (* 2. Mai 1968 in Madrid) ist ein spanischer Fußballtrainer. Als Spieler nicht aktiv gewesen, arbeitete er sich über diverse Amateurverein bis in die Primera División empor, wo er zuletzt von Mai 2015 bis Februar 2016 Trainer des FC Granada war. Zuvor arbeitete Sandoval auch schon bei Rayo Vallecano und Sporting Gijón.

## Karriere
José Ramón Sandoval wurde am 2. Mai 1968 in der spanischen Hauptstadt Madrid geboren. Während er als Fußballspieler nicht in Erscheinung trat, startete er seine Laufbahn als Trainer im Jahre 1996 beim Amateurverein CD Humanes. Dort arbeitete er drei Jahre bis 1999, ehe er zu AD Parla wechselte. Mit dem Fünftligisten stieg Sandoval in der Saison 1999/2000 in die Tercera División auf, wo mit Platz sieben der sichere Klassenerhalt gelang. Es folgte 2001 die Rückkehr zu Humanes, wo er weitere zwei Jahre bis 2003 unter Vertrag stand. Von 2003 bis 2004 trainierte José Ramón Sandoval ein Jahr lang die Mannschaft von CA Pinto in der Tercera División und wurde mit dieser Dritter seiner Staffel.
Nach einer Tätigkeit für die Stadtauswahl von Madrid wurde José Ramón Sandoval im Jahre 2006 Trainer der zweiten Mannschaft des FC Getafe. In der Tercera División beendete man die Spielzeit auf dem zweiten Platz der Staffel sieben, scheiterte jedoch in den Aufstiegsplayoffs am FC Andorra. Daraufhin wurde die Zusammenarbeit mit Trainer José Ramón Sandoval nach nur einem Jahr beendet. Dieser war in der Folge von 2007 bis 2010 für die zweite Mannschaft des ebenfalls in Madrid beheimateten Vereins Rayo Vallecano verantwortlich. Mit Rayo B spielte er alle drei Spielzeiten in der Tercera División. Nachdem in den ersten beiden Jahren Platz dreizehn und fünf heraussprangen, rangierte das Team in der Saison 2009/10 auf dem ersten Platz der Staffel sieben. Nach einem Erfolg über CE l’Hospitalet gelang wenig später auch der erstmalige Aufstieg der zweiten Mannschaft von Rayo Vallecano in die Segunda División B.
Im Sommer 2010 stieg José Ramón Sandoval vereinsintern auf und wurde neuer Trainer der ersten Mannschaft von Rayo Vallecano in der Segunda División. Gleich in seiner ersten Spielzeit als Trainer führte er das Team auf den zweiten Platz in der zweiten spanischen Fußballliga, einzig hinter Betis Sevilla. Dies berechtigte zum Aufstieg in die Primera División, erstmals seit dem Abstieg aus dieser Liga im Jahr 2003. Zudem wurde Sandoval mit der Miguel-Muñoz-Trophäe als bester Trainer der Segunda División in der Saison 2010/11 ausgezeichnet. Nach dem Aufstieg fand sich Rayo Vallecano jedoch im Abstiegskampf wieder und schaffte erst am letzten Spieltag mit Glück den Klassenerhalt, während der FC Villarreal überraschend den Gang in die Zweitklassigkeit antreten musste. Sandovals Vertrag verlängerte sich daraufhin nicht und er wurde durch Paco Jémez als Cheftrainer von Rayo Vallecano abgelöst.
José Ramón Sandoval übernahm noch im gleichen Jahr das Traineramt beim Erstligaabsteiger Sporting Gijón, wo er die folgenden zwei Jahre als Cheftrainer verbrachte. Nachdem im ersten Jahr der direkte Wiederaufstieg als Zehnter der Segunda División 2012/13 deutlich verpasst wurde, rangierte man im Folgejahr auf dem fünften Platz in ebendieser Liga. Sandoval wurde jedoch nach dem 37. Spieltag entlassen und durch Abelardo Fernández ersetzt, der den angestrebten Aufstieg jedoch auch nicht verwirklichen konnte, sondern in den Aufstiegsplayoffs an UD Las Palmas scheiterte.
Nachdem er einige Monate ohne Job war, übernahm José Ramón Sandoval gegen Ende der Primera División 2014/15 den Trainerposten beim FC Granada von Abel Resino. Sandoval führte das zu diesem Zeitpunkt auf dem vorletzten Platz liegende Granada noch zum Klassenerhalt und beendete die Spielzeit auf dem siebzehnten Platz, wodurch der Klassenerhalt durch das bessere Tordifferenz gelang. Es folgte daraufhin eine Weiterbeschäftigung über das Saisonende hinaus. Nach einer 1:2-Niederlage gegen den FC Valencia wurde Sandoval am 22. Februar 2016 entlassen und durch José Manuel González López ersetzt.
Im Sommer 2016 kehrte José Ramón Sandoval in Nachfolge von Paco Jémez zu Rayo Vallecano zurück. Damit wurde er bei dem gerade aus der Primera División abgestiegenen Verein Nachfolger seines eigenen Nachfolgers.

## Erfolge
- Aufstieg in die Primera División: 1×

2010/11 mit Rayo Vallecano
- Miguel-Muñoz-Trophäe: 1×

2010/11 als Trainer von Rayo Vallecano